# Ісмаїл
Ісмаїл (араб. إسماعيل‎‎), (біблійний Ізмаїл) — пророк в ісламі, який був надісланий до аравійського племені джурхум. Старший син пророка Ібрагіма від невільниці Хаджар (Агар). Ісмаїл в мусульманській і юдейській традиції вважається прародичем арабів.

## Історія Ісмаїла вКорані
У Корані він називається серед тих, кому було послане божественне одкровення, хто навчав людей молитві. За наказом Аллаха він разом з батьком Ібрагімом очистив і відбудував Каабу.

Спочатку в Корані згадки про Ісмаїла є досить туманними. Лише потім було вказано на те, що він був сином Ібрагіма і брав участь у відбудові Кааби. Завдяки цьому він став одним з головних персонажів мусульманської священної історії.

## Ісмаїл в мусульманських переданнях
У переказах докладно розповідається про те, що Ісмаїл був старшим сином Ібрагіма від невільниці єгиптянки Хаджар (Агар). Через ревнощі своєї дружини Сари Ібрагім змушений був вивести Хаджар та Ісмаїла в Аравію і лишити їх там у безводній пустелі. Хлопчика мучила спрага, і мати, піднімаючись на пагорби Сафа і Марва, намагалась розгледіти вдалині колодязь чи оазу. На допомогу їм прийшов Джабраїл. За його повелінням, у тому місці, де Ісмаїл тупнув ногою, забило джерело — нині священне джерело Замзам.

За мусульманським переданням, саме Ісмаїл (а не Ісхак (Ісаак) за біблійною традицією) був тим сином, якого Ібрагім повинен був принести у жертву.

Після смерті Хаджар Ісмаїл одружився з дівчиною з племені джурхум, потім розлучився з нею і одружився з іншою дівчиною з того ж племені.

За переданням у Ісмаїла було 12 синів: Набіт, Кідар, Адбаіль, Мібшам, Мішма, Дума, Міша, Худуд, Ятма, Ятур, Нафіс і Кідман. Пророк Мухаммед був прямим нащадком Ісмаїла за лінією Кідара.

Вважається, що Ісмаїл закликав людей до віри в Аллаха і виконання його законів. Однак небагато тих, кому він проповідував, увірували. Він був наділений здатністю творити чудеса. Коли на вимогу одного з племен він помолився Аллаху, на голих деревах виросли плоди. Джурхуміти також вимагали від нього чудес. Тоді Ісмаїл поклав руку на спину вівці, що не давала молока. Після його молитви у вівці з'явилося молоко.

Традиційно вважається, що могила Ісмаїла знаходиться неподалік Кааби.